# Dionysia aubrietioides
Dionysia aubrietioides là một loài thực vật có hoa trong họ Anh thảo. Loài này được Jamzad & Mozaff. mô tả khoa học đầu tiên năm 1996.